# Lena Jolton
Lena Jolton, född Tjellander 1955 i Halmstad, är en svensk modell och skådespelerska. 
Jolton spelade flygvärdinnan i Sällskapsresan. Jolton har en av rollerna i serien Svenska Hollywoodfruar på TV3, där har hon bland annat berättat att hon är en nära vän med bland andra skådespelaren Matthew McConaughey, Paris Hilton, Victoria Beckham och Björn Borg och har också varit en av presidenten Ronald Reagans närmaste vänner. Jolton är väninna med Päivi Hacker som också är med i Svenska Hollywoodfruar.